# Kollerschlag
Kollerschlag är en ort och kommun i Österrike. Den ligger i distriktet Rohrbach i förbundslandet Oberösterreich, 190 kilometer väster om huvudstaden Wien. Kommunen gränsar i väster till Bayern i Tyskland.
Kommunen består av tolv orter (Ortschaften) (inom parentes invånarantal 1 januari 2024):

- Albenödt (12)
- Fuchsödt (52)
- Hanging (59)
- Haselbach (38)
- Innerödt (3)
- Kollerschlag (902)
- Lengau (69)
- Mistlberg (198)
- Raschau (30)
- Sauedt (50)
- Schröck (21)
- Stratberg (116)